# Новозлатопольский сельский совет (Розовский район)
Пролетарский сельский совет (укр. Пролетарська сільська рада) — входит в состав
Розовского района
Запорожской области
Украины.
Административный центр сельского совета находится в 
с. Новозлатополь.

## Населённые пункты совета
- с. Новозлатополь
- с. Зеленополь
- с. Маринополь
- с. Надийное